# Vlaams Nationaal Jeugdverbond

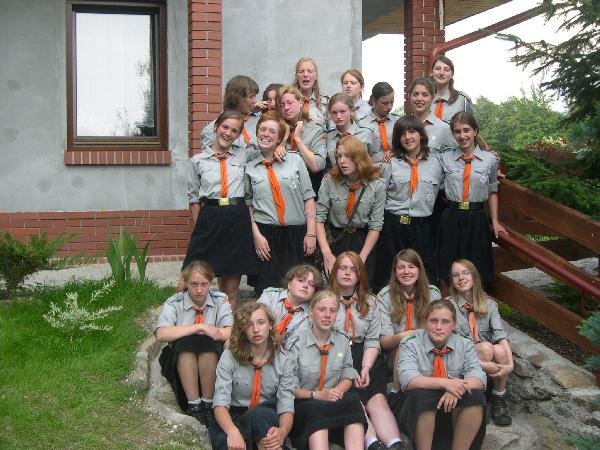
Mädchengruppe des Vlaams Nationaal Jeugdverbond in Uniform

Der Vlaams Nationaal Jeugdverbond (VNJ; ungefähr Flämischer nationaler Jugendverband) ist ein flämisch-nationalistischer Jugendverband, der als größte Jugendorganisation der extremen Rechten in Flandern gilt. Dem 1961 gegründeten Verband gehörten 2010 etwa 1100 Mitglieder an. 

## Geschichte
Der Gründer des VNJ, Jaak Van Haerenborgh (1919–2004), wuchs in einer flämisch-nationalistischen Familie auf. 1936 wurde er Mitglied des Algemeen Vlaams Nationaal Jeugdverbonds, der sich 1941 mit der Vlaamsche Jeugd, den Dietsche Meisjesscharen, der Vlaamsche Jeugdherbergcentrale und dem Vlaams Instituut voor Volksdans en Volksmuziek zur Nationaal-Socialistische Jeugd Vlaanderen zusammenschloss. Nach dem Ende des Zweiten Weltkriegs war Van Haerenborgh als Kollaborateur für sechs Monate inhaftiert. Anschließend engagierte er sich politisch in den Parteien Vlaamse Concentratie und Volksunie.
Neben seinem parteipolitischen Engagement war Van Haerenborgh darum bemüht, die unterschiedlichen flämisch-nationalistischen Jugendorganisationen zusammenzuschließen. Da ihm dies nicht gelang, gründete er 1961 den VNJ. Bereits 1963 umfasste der VNJ etwa 300 Mitglieder in 15 Ortsgruppen in Antwerpen und Ostflandern. Politisch stand er der Volksunie nahe und unterhielt enge Verbindungen zum Vlaamse Militanten Orde.
Nach Auseinandersetzungen um die ideologische Ausrichtung verließ 1971 eine militante Teilgruppe um den überzeugten Nationalsozialisten und ehemaligen Stammführers in der Hitlerjeugd Vlaanderen Piet Vereecken den VNJ und gründete den Algemeen Vlaams Nationaal Jeugdverbond, der mit der deutschen Wiking-Jugend und der französischen Europe-Jeunesse zusammenarbeitete. In den folgenden Jahren kehrten die meisten Mitglieder und Gruppen des AVNJ in den VNJ zurück, bis sich dessen letzte Gruppen 1986 auflösten.
2005 änderte der VNJ seine Satzung, da sich die ideologische Ausrichtung der 1960er Jahre nicht mehr in der Verbandsarbeit widerspiegelte und zu deutlichen Mitgliederverlusten führten: Zwischen 2000 und 2010 sank die Mitgliederzahl von 1953 auf 1118 und die Zahl der Ortsgruppen von 78 auf 28. Seit der Satzungsänderung versteht sich der VNJ deutlich stärker als Jugendverband denn als politische Organisation.

## Inhaltliche Ausrichtung
Der VNJ wird inhaltlich durch drei Positionen geprägt:
- der Forderung nach eine Unabhängigkeit Flanderns. Ursprünglich vertrat der VNJ die dietsche oder großniederländische Richtung des flämischen Nationalismus, die einen Zusammenschluss Flanderns mit den Niederlanden fordert; inzwischen konzentriert er sich auf ein unabhängiges Flandern.
- der Auffassung der Flamen als ethnisch definiertes Staatsvolk. Der VNJ vertritt die ethnopluralistische Position eines  „Europas der Völker“.
- dem Selbstverständnis als Jugendverband, der den flämischen Nationalismus mit den der Jugend eigenen Methoden vermitteln will. Dazu zählen die emotionale Beeinflussung durch gemeinsames Singen, die Kenntnis der „germanischen Runen“ und der „reichen flämischen Vergangenheit“.[5]

## Uniform und Abzeichen
Die Mitglieder tragen ein dunkelgraues Uniformhemd mit Schulterklappen und ein oranges Halstuch. Dazu tragen Jungen kurze schwarze Hosen und Mädchen schwarze Röcke. Zur Uniform gehört ein schwarzer Gürtel mit dem Abzeichen des VNJ, dem Blauwvoet, auf dem Koppelschloss. Das Orange des Halstuchs soll an Wilhelm I. von Oranien-Nassau erinnern, die schwarze Farbe symbolisiert die Verbindung zum flämischen Vaterland und das Grau der Hemden wird als Farbe des Adels interpretiert.
Verbandsabzeichen ist ein stilisierter Tölpel vor einem Kreis. Der sogenannte Blauwvoet wurde Ende des 19. Jahrhunderts zum Symbol der großniederländischen Bewegung; es entstammt einem durch Albrecht Rodenbach 1875 gedichteten flämischen Studentenlied, dessen Refrain „Vliegt de Blauwvoet, storm op zee“ (Fliegt der Blaufuß, Sturm auf See) lautet.

## Gliederung
Die als „Scharen“ bezeichneten Ortsgruppen bestehen formal jeweils aus einer Mädchengruppe („Meisjesschar“) und einer Jungengruppe („Blauwvoetvendel“); in den letzten Jahren hat diese Trennung allerdings bedingt durch den Mitgliederverlust des Verbandes an Bedeutung verloren. Oberhalb der Ortsebene gliedert sich der VNJ in vier Gaue (Antwerpen, Brabant, Ostflandern, Westflandern).
Innerhalb des Verbandes existieren vier Altersstufen, die bei Mädchen und Jungen unterschiedliche Bezeichnungen tragen:
| Alter       | Mädchen   | Jungen     |
| ----------- | --------- | ---------- |
| 6–9 Jahre   | Kerlinnen | Knapen     |
| 10–12 Jahre | Meeuwen   | Jongkerels |
| 13–14 Jahre | Gudruns   | Kerels     |
| 15–16 Jahre | Adels     | Stormers   |

Über 17 Jahre alte Mitglieder des VNJ sind in der Regel als Gruppenleiter tätig.

## Beziehungen ins rechtsextreme Milieu

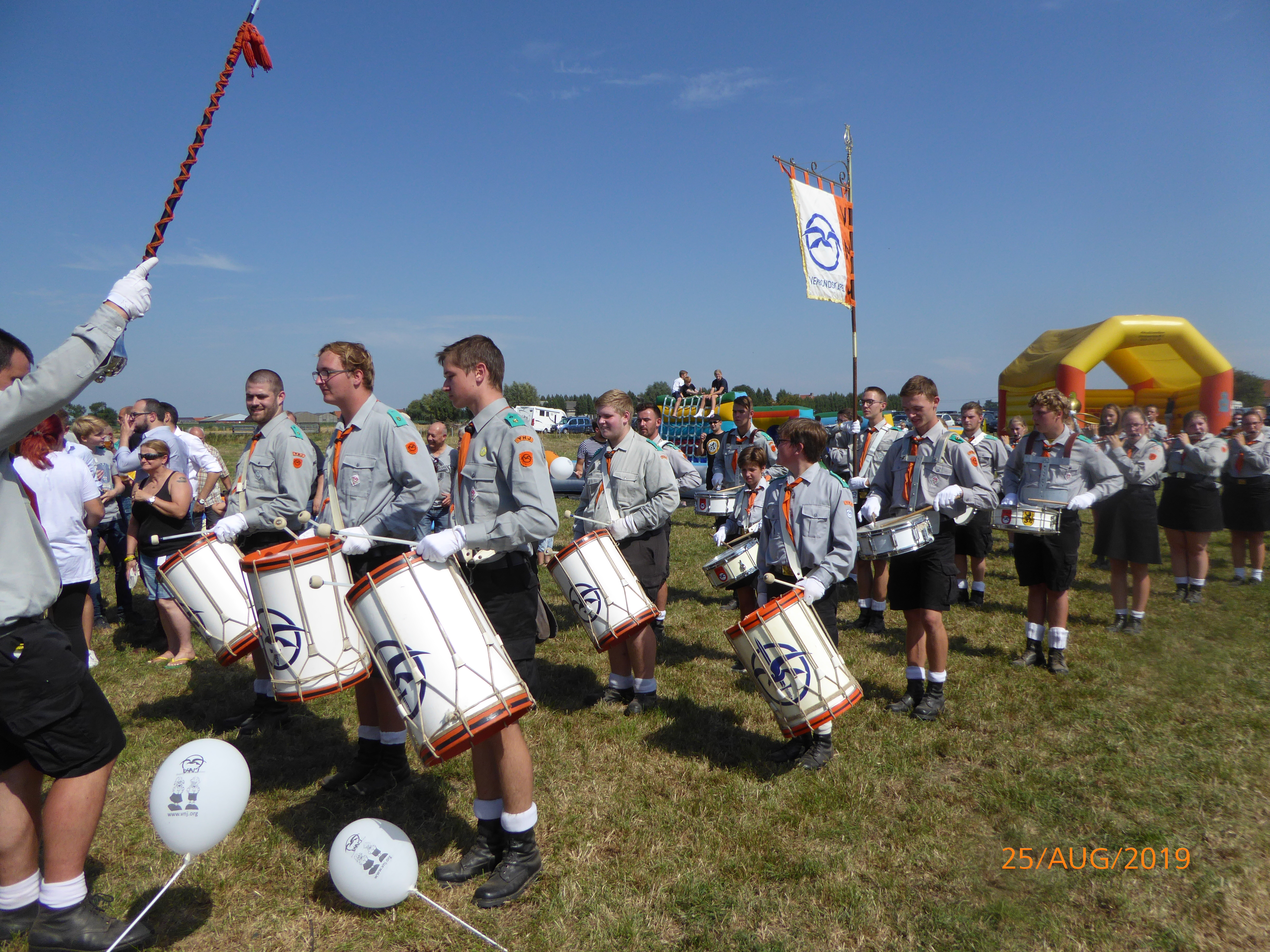
Mitglieder des VNJ auf der IJzerwake 2019

Der VNJ gilt als wichtige Rekrutierungsbasis der flämisch-nationalistischen Parteien, insbesondere für den Vlaams Belang, da im VNJ eine ähnliche Mischung von flämischem Nationalismus und rechtsradikalen Positionen wie in den Parteien gepflegt wird. Der Weg der aus der Jugendarbeit des VNJ entwachsenen Jugendlichen führt häufig über den radikaleren Nationalistisch Jongstudentenverbond (NJSV) und die Nationalistische Studentenvereniging (NSV) in die Parteien der flämischen Bewegung.
Der VNJ unterhielt und unterhält Kontakte zu rechtsextremistischen Jugendorganisationen in anderen Staaten, so zu den deutschen Organisationen Wiking-Jugend, Heimattreuen Deutschen Jugend und Freibund. Für die Begegnungen wurde unter anderem die IJzerbedevaart genutzt; seit sich diese Veranstaltung für ein breiteres gesellschaftliche Publikum geöffnet hat, gehört der VNJ zu den Mitveranstaltern der IJzerwake.

## Bekannte Mitglieder
- Steven Bosselaers, belgischer Politiker (Vlaams Blok)[9]
- Soetkin Collier, Sängerin der Gruppe Urban Trad[10]
- Bart De Wever, belgischer Politiker (Nieuw-Vlaamse Alliantie)[11]
- Bruno De Wever, belgischer Historiker[11]
- Stefaan Eilers, belgischer Politiker (Vlaams Blok)[12]
- Lidwina Van Onckelen, belgische Politikerin (Vlaams Blok/Vlaams Belang)[13]
- Rob Verreycken, belgischer Politiker (Vlaams Belang)[14]
- Wim Verreycken, belgischer Politiker (Vlaams Blok/Vlaams Belang)[15]